# Вероніка Веронезе
Вероніка Веронезе є олійною картиною Данте Габріель Россетті, намальованою в 1872 році з Олександри Вайлдінг як модель. Картина була задумана як супутник  Леді Ліліт.  Россетті продав картину одному з найкращих своїх клієнтів, магнату відгрузок Фредеріку Річардсу Лейленду. Прокидаючись мрії, с.194. У 1923 році її придбав Самуель Бенкрофт, який подарував його в 1935 році Художньому музею Делавер.

## Живопис
Як і більшість робіт Россетті 1860-х та 1870-х років, Вероніка Веронезе  була натхненна венеціанським живописом. Вважається, що він представляє "художню душу в акті творіння".  Ця тема викладена вигаданою цитатою, написаною на рамі картини. Хоча цитата приписується на кадрі "Листам Джироламо Рідольфі", критики вважають, що Альгернон Чарльз Свінберн або Россетті насправді її написали.
|                                         | Раптом нахилившись вперед, леді Вероніка швидко написала перші замітки на незайманій сторінці. Потім вона взяла лук своєї скрипки, щоб здійснити свою мрію; але перед тим, як взятися до гри на інструменті, що звисає з її руки, вона кілька хвилин мовчала, слухаючи наснажливу пташку, а її ліва рука заблукала над струнами, шукаючи найвищу мелодію, все ще невловну. Це був шлюб голосів природи та душі — світанок містичного творіння. |
| — Переклад з французької Роуланд Елзеа. | |

Символіка на картині включає птаха без клітини, який може представляти "шлюб голосів природи і душі" та явну квіткову символіку. Ромашка в клітці для птахів може представляти "енергію в напасті", молодість  первоцвіт та відображення  нарцис. 
Джейн Морріс позичила зелену сукню на картині. Скрипка була частиною колекції музичних інструментів Россетті, а шанувальник також з'явився в   Монна Ванна . Кілька тактів музичної композиції в рукописі, можливо, були запозичені у  Джордж Бойс. 

## Походження та виставки
Лейленд придбав картину у Россетті в 1872 році за 840 фунтів стерлінгів, і вона була продана на розпродажі маєтку Лейленда, який відбувся 28 травня 1892 року. Картина висіла у вітальні Лейленда разом із п’ятьма іншими картинами Россетті, які Лейленд назвав „приголомшливими”.
Після продажу маєтку Лейленда картина тричі переходила з рук в руки, поки її не купив Чарльз Ферфакс Мюррей, інший художник прерафаелітів. Син Мюррея, Джон Едвард Мюррей, продав його маєтку Семюеля Бенкрофта в 1923 році. Бенкрофт та його маєток накопичили одну з найбільших колекцій  Прерафаелітів за межами Великої Британії та подарували колекція в 1935 р. до Художній музей Делавер. 
Картина була виставлена в Лондоні в 1883 р., А також у Вашингтоні, округ Колумбія (1977), Річмонд, Вірджинія (1982), Лондон (1997), Бірмінгем та  Вільямстаун (2000). 

## Подальше читання
- Elzea, Rowland. The Samuel and Mary R. Bancroft, Jr. and Related Pre-Raphaelite Collections. Rev. Ed. Wilmington, Delaware: Delaware Art Museum, 1984
- Surtees, Virginia. Dante Gabriel Rossetti. 2 vols. Oxford: Clarendon Press, 1971.